# Łazarz Iwanicki
Łazarz (Lazar) Iwanicki herbu Zbiświcz – sędzia grodzki włodzimierski, poseł województwa bracławskiego na sejm koronacyjny 1576 roku.